# 末松偕一郎

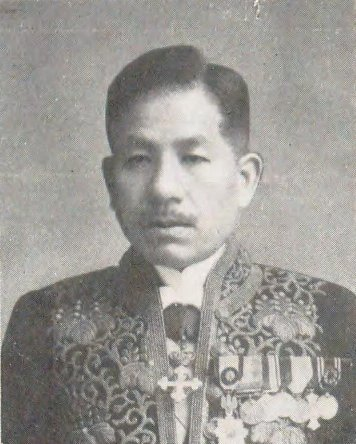
末松偕一郎

末松 偕一郎（すえまつ かいいちろう、1875年6月18日 - 1947年6月26日）は、日本の内務官僚、政治家、教育者。官選県知事、衆議院議員、別府市長。

## 経歴
小倉藩医・末松玄洞の三男として生まれる。1898年、第五高等学校大学予科第一部（法科）を卒業。1902年7月、東京帝国大学法科大学法律学科（独法）を卒業。1901年11月、文官高等試験に合格。内務属となり内務省地方局勤務となる。
1903年12月、静岡県参事官に就任し、同県事務官・第二部長、福岡県事務官・第三部長、同第二部長、内務書記官、清国政府聘用（自治局顧問）、山梨県事務官・警察部長、法制局参事官などを歴任。
1915年3月、徳島県知事に就任。1917年9月、台湾総督府に転じ、財務局長となり、さらに内務局長を務め、1922年11月まで在任。1923年10月、滋賀県知事に就任し、茨城県知事、広島県知事を歴任。1927年11月に退官した。
1928年2月、第16回衆議院議員総選挙で福岡県第四区に立憲民政党から出馬し当選。第17回総選挙で再選されたが、1932年2月の第18回総選挙で落選。その後、第18回総選挙補欠選挙で返り咲き、1937年4月の第20回総選挙まで連続して当選し、通算5期務めた。第2次若槻内閣では、1931年4月から同年12月まで鉄道政務次官を務めた。
その後、1942年10月から1946年10月まで大分県別府市の市長を務めた。
その他、弁護士、明治大学・拓殖大学の各講師、奉天法制学堂教授、九州歯科医学専門学校理事長などを務めた。
1947年6月26日死去。享年72。

## 親族
- 義父 大石正巳（衆議院議員）
- 娘婿 遠山績太郎（司法官）

## 著作
- 『行政法』明治大学出版部、1912年。
- 『地方自治制要義』帝国地方行政学会、1923年。
- 共著『市制町村制正義』明治大學出版部、発売：有斐閣書房、1914年。